# Successione Tribonacci
La successione tribonacci è una variante della successione di Fibonacci. Mentre quest'ultima viene definita fissando i primi due termini e chiedendo che ogni termine sia la somma dei due che la precedono, la successione tribonacci {\displaystyle t(n)} è definita fissando i primi tre termini e chiedendo che ogni termine sia la somma dei tre che la precedono.
I valori dei suoi primi 34 termini, a partire da quello di indice 1, sono
1, 1, 2, 4, 7, 13, 24, 44, 81, 149, 274, 504, 927, 1705, 3136, 5768, 10609, 19513, 35890, 66012, 121415, 223317, 410744, 755476, 1389537, 2555757, 4700770, 8646064, 15902591, 29249425, 53798080, 98950096, 181997601, 334745777
Il rapporto {\displaystyle t(n+1)/t(n),} per {\displaystyle n} che tende a infinito, tende alla radice reale compresa tra 1 e 2 del polinomio
{\displaystyle x^{3}-x^{2}-x-1,}
cioè a 1,83928675... o algebricamente a

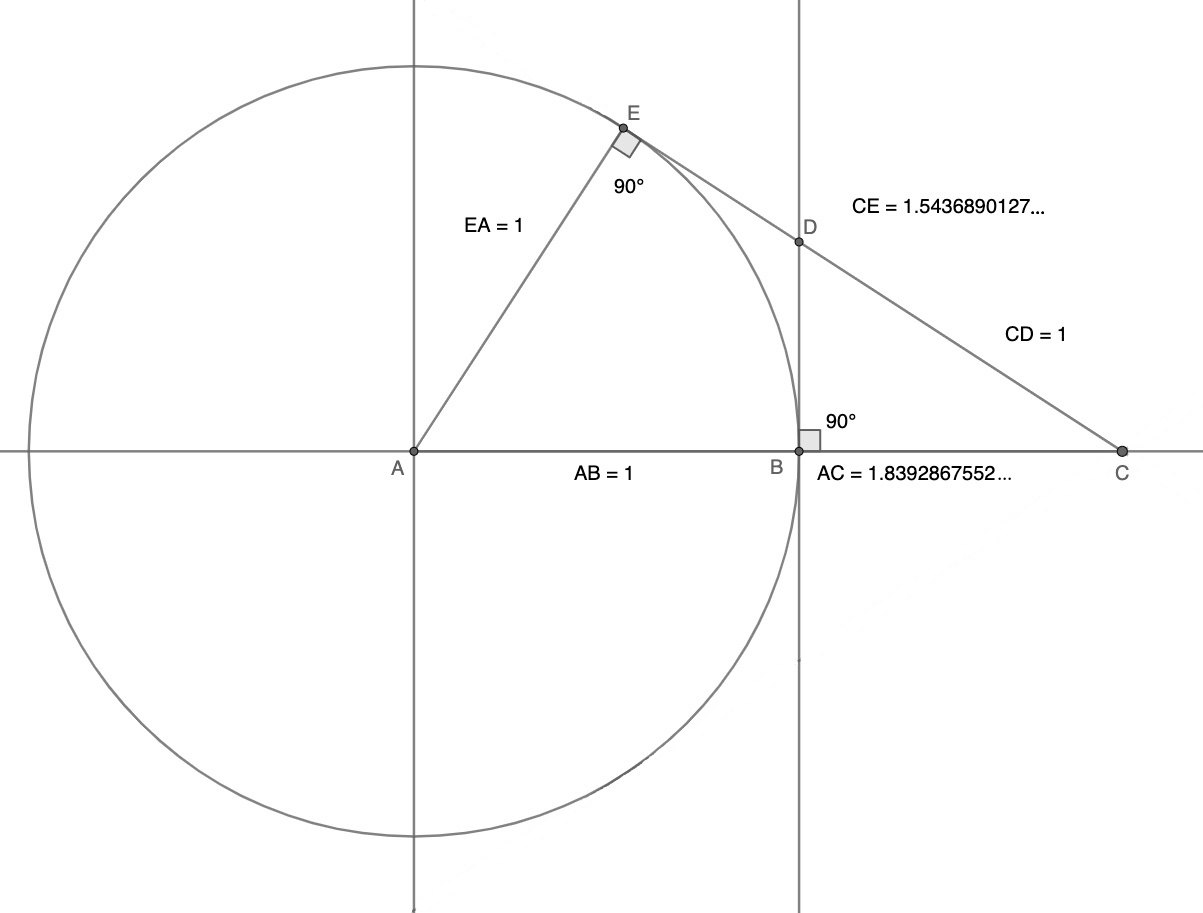
Una costruzione geometrica della costante di Tribonacci (AC), con compasso e riga graduata, secondo il metodo descritto da Xerardo Neira.

{\displaystyle {\frac {{\sqrt[{3}]{19+3{\sqrt {33}}}}+{\sqrt[{3}]{19-3{\sqrt {33}}}}+1}{3}}.}